# 蓮見惠司
蓮見 恵司（はすみ けいじ、1957年9月13日 - ）は、日本の生化学の研究者。東京農工大学農学部名誉教授。農学博士。
微生物がつくりだす物質の中から血栓の抑制・溶解や癌細胞の転移・増殖を抑制する物質を探索し、構造や作用の解析を通して医薬への応用を目指した研究を行っている。

## 経歴
埼玉県立熊谷高等学校をへて、埼玉大学理工学部卒業。東京農工大学大学院博士課程中退。株式会社ティムス(東証グロース上場)を創業する。

## 著書
- 塚越矩弘 編、『応用微生物学』、朝倉書店、2004年。
- 日本生化学会 編、『新生化学実験講座「4. 脂質I」中性脂質とリポタンパク質』、東京化学同人、1993年。
- 山里一英、宇田川俊一、児玉徹、森地敏樹 編、『微生物の分離法』、R&Dプランニング、1986年。同 復刻版、2001年。

## 論文
- 「"自然"炎症と凝固・血小板系のクロストーク　-血漿ヒアルロン酸結合タンパク質による第Ⅶ因子活性化」（共著）, Thrombosis medicine 4(2), 155-158, 2014
- 「線溶系に作用する生理活性物質」（共著）, 日本血栓止血学会誌 The Journal of Japanese Society on Thrombosis and Hemostasis 21(1), 3-8, 2010
- 「桑葉による1型糖尿病モデルマウス (NODマウス) の糖尿病発症の抑制」（共著）, 日本栄養・食糧学会誌 54(6), 361-364, 2001
- 「線溶を促進する微生物由来低分子化合物」（共著）, 日本血栓止血学会誌 12(4), 314-319, 2001
- 「線溶系を促進する微生物代謝産物の作用  -有機化学・天然物化学」（共著）, 日本農藝化學會誌 70, 218, 1996
- 「フィブリンとプラスミノーゲンの結合を促進するstaplabin関連物質  -有機化学・天然物化学」（共著）, 日本農藝化學會誌 70, 218, 1996
- 「血液凝固を抑制する新規ペプチド  -有機化学・天然物化学」（共著）, 日本農藝化學會誌 70, 216, 1996
- 「新規環状アシルペプチドisohalobacillinによるacyl-CoA  cholesterol acyltransferase阻害  -有機化学・天然物化学」（共著）, 日本農藝化學會誌 69, 191, 1995
- 「Daidzeinおよびdaidzinによる血液流動性の亢進  -有機化学・天然物化学」（共著）, 日本農藝化學會誌 69, 191, 1995
- 「Plactin Dによる組織線溶促進作用  -有機化学・天然物化学」（共著）, 日本農藝化學會誌 69, 6, 1995
- 「組織線溶活性促進物質  新規環状ペンタペプチドplactins A, B, C および D  -有機化学・天然物化学」（共著）, 日本農藝化學會誌 69, 6, 1995
- 「Geodin,crinipellin B,chaetoglobosin Aによる中管内皮細胞の線溶活性促進  -有機化学・天然物化学」（共著）, 日本農藝化學會誌 69, 6, 1995
- 「プラスミノーゲンのフィブリンおよび細胞への結合を促進する新規物質staplabin  -有機化学・天然物化学」（共著）, 日本農藝化學會誌 69, 6, 1995
- 「ComplestatinおよびisocomplestatinによるU937細胞およびフィブリンへのプラスミノーゲン結合の促進  -有機化学・天然物化学」（共著）, 日本農藝化學會誌 69, 5, 1995
- 「Tetracyclineによる低密度リポ蛋白質代謝促進  -有機化学・天然物化学」（共著）, 日本農藝化學會誌 69, 5, 1995
- 「Compactin耐性マウスFM3A細胞(CR200細胞)のHMG-CoA reductase遺伝子増幅」（共著）, 日本農藝化學會誌 62(3), 526, 1988
- 「Compactin耐性CR200細胞のHMG-CoA reductaseの過剰生産と調節欠損の分子機序」（共著）, 日本農藝化學會誌 62(3), 525, 1988
- 「Monascus属におけるMonacolin k(Mevinolin)の生産性」（共著）, 醗酵工学会誌 64(6), 509-512, 1986
- 「Coated Pitと膜動輸送 -非貧食細胞の高分子物質とり込みに中心的役割」（共著）, 化学と生物 19(2), p89-90, 1981